# Swen Nater
Swen Eric Nater, nacido como Swen Langeberg (Den Helder, Holanda Septentrional, Países Bajos, 14 de enero de 1950), es un exbaloncestista neerlandés que jugó durante once temporadas como profesional en los Estados Unidos, tres de ellas en la ABA y otras ocho en la NBA. Con 2,11 metros de estatura, jugaba en la posición de pívot. Fue dos veces campeón de la NCAA con los UCLA Bruins y Rookie del Año de la ABA. Es el único jugador de la historia que ha liderado la ABA y la NBA en al menos una temporada en cada una en rebotes por partido.

## Trayectoria deportiva

### Universidad
En su juventud, jugaba en el equipo de su high school cuando un entrenador de una universidad menor, Tom Lubin, se lo encontró por la calle y le paró para comentarle: 

"He notado que usted es bastante alto. ¿Ha pensado jugar al baloncesto en la universidad?

 El primer año en el Cypress Junior College fue muy frustrante, ya que era un jugador muy lento y descoordinado, lo que se reflejó en sus estadísticas al final de la temporada, con 5,1 puntos y 4,1 rebotes por partido. Al año siguiente mejoró ostensiblemente, gracias sobre todo a su perseverancia en los entrenamientos, lo que hizo que John Wooden, entrenador de UCLA se fijara en él, aunque llegó a afirmar que tenía una clase «lamentable». Entre él y Bill Walton, la gran estrella del equipo y que lo acogió en su seno, le ayudaron a mejorar, convirtiéndolo en un especialista defensivo, a la par de un buen reserva para Walton. Sus promedios distaron mucho de ser espectaculares (6,7 puntos y 4,8 rebotes su primer año, 3,2 y 3,3 el último), pero ayudó a ganar sendos títulos de la NCAA en sus dos últimas temporadas como universitario.

#### Estadísticas
| TEMPORADAS            | PJ      | %TC     | %TL     | RPP     | APP     | PPP     |         |         |         |         |         |         |         |         |         |         |         |         |
| 1968-69 Cypress J.C.  | 24      | 48.0    | 73.7    | 4.1     | N/A     | 5.1     |         |         |         |         |         |         |         |         |         |         |         |         |
| 1969-70 Cypress J.C.  | 29      | 56.7    | 73.7    | 14.2    | N/A     | 21.2    |         |         |         |         |         |         |         |         |         |         |         |         |
| 1970-71 UCLA          | No jugó | No jugó | No jugó | No jugó | No jugó | No jugó | No jugó | No jugó | No jugó | No jugó | No jugó | No jugó | No jugó | No jugó | No jugó | No jugó | No jugó | No jugó |
| 1971-72 UCLA          | 29      | 53.5    | 60.9    | 4.8     | N/A     | 6.7     |         |         |         |         |         |         |         |         |         |         |         |         |
| 1972-73 UCLA          | 29      | 45.9    | 65.2    | 3.3     | N/A     | 3.2     |         |         |         |         |         |         |         |         |         |         |         |         |
| Totales en División I | 58      | 50.8    | 62.3    | 4.0     | N/A     | 4.9     |         |         |         |         |         |         |         |         |         |         |         |         |

### Profesional

#### ABA (1973-1976)
Fue elegido en la decimosexta posición del draft de la NBA de 1973 por Milwaukee Bucks, y también en la primera ronda del draft de la ABA por The Floridians, equipo que desapareció antes del comienzo de la temporada, por lo que se hizo un «draft de dispersión» en el que Nater fue elegido por Virginia Squires. Es el único jugador de la historia de la ABA y la NBA que ha sido elegido en ambas en la primera rondas del draft sin haber sido titular en su universidad. Eligió finalmente la espectacularidad de la ABA, uniéndose al equipo de George Gervin, donde jugó 17 partidos antes de ser traspasado en el mes de noviembre a San Antonio Spurs a cambio de una elección en el draft y 300.000 dólares estadounidenses. En su primera temporada sobrepasó las expectativas que se tenían depositadas en él, ya que acabó la temporada promediando 14,1 puntos y 12,6 rebotes por partido, liderando la clasificación de porcentaje de tiros de campo de la liga con un 55,2%, y siendo finalmente elegido como rookie del año.
Al año siguiente, en su primera temporada completa con los Spurs, volvió a destacar, siendo el mejor reboteador de la liga con un promedio de 16,4 rebotes por partido, a los que añadió 15,1 puntos, apareciendo finalmente en el segundo mejor quinteto de la ABA.
En la que iba a ser la última temporada de la ABA, Nater fue traspasado junto con Chuck Terry, Kim Hughes y Rich Jones a los New York Nets, a cambio de Larry Kenon, Mike Gale y Billy Paultz. Allí coincidió con otro de los jugadores más importantes de la historia, el Dr. J. Sus estadísticas se redujeron notablemente al no contar con la confianza de su entrenador, promediando en los 43 partidos que disputó 8,7 puntos y 10,3 rebotes por partido, antes de ser traspasado nuevamente a Virginia Squires mediada la temporada a cambio de "Jumbo" Jim Eakins.

#### NBA (1976-1984)
Tras la disolución de la ABA en 1976, Nater pasó a pertenecer a la plantilla de Milwaukee Bucks, que mantenía sus derechos en el draft. Los 13 puntos y 12 rebotes por partido que consiguió en su primer año en la NBA hizo que muchos equipos se interesaran por él al quedarse en situación de agente libre. Finalmente fueron los Buffalo Braves quienes le contrataron, no defraudando en la que iba a ser la última temporada del equipo en Búfalo. Acabó el año con 15,5 puntos y 13,2 rebotes por partido, la quinta mejor marca de toda la liga por detrás de jugadores como Truck Robinson, Moses Malone, Dave Cowens o Elvin Hayes, pero superando a otros ilustres de la talla de Artis Gilmore, Kareem Abdul-Jabbar o Bob McAdoo.
La temporada 1978-79 supuso el traslado de la franquicia a la costa oeste, pasando a denominarse San Diego Clippers. La llegada al equipo de un base anotador como World B. Free le dio a Nater menos opciones en ataque, bajando sus estadísticas hasta los 10,7 puntos y 8,9 rebotes por partido, tendencia que cambió en la temporada siguiente, coincidiendo con la incorporación al equipo de su excompañero en UCLA Bill Walton, con el que formó una pareja letal bajo los aros. Ese año promedió 13,4 puntos y 15,0 rebotes, liderando la liga en este último aspecto, por encima de Moses Malone y Wes Unseld, logrando ser el primer y único jugador de la historia en encabezar la clasificación de reboteadores en la ABA y en la NBA. Consiguió además batir varios récords de la franquicia, como los de más rebotes en un partido (32), más rebotes en un periodo (21), más rebotes defensivos en un partido (25) y más rebotes defensivos en un periodo (18), marca esta última que es a su vez récord de la NBA. Todos ellos los consiguió en un mismo partido ante Denver Nuggets el 14 de diciembre de 1979.
La temporada 1980-81 fue casi un calco de la anterior, volviendo a estar entre los máximos reboteadores de la liga, al capturar 12,4 por encuentro, y realizando su mejor campaña anotadora, llegando hasta los 15,6 puntos por noche. Batió además el récord de dobles-dobles de los Clippers, con 54 en una temporada. Las dos siguientes temporadas las lesiones en la rodilla le impidieron disputar muchos partidos, ya que apenas disputó 28 partidos entre ambas. Ya con 34 años fue traspasado a Los Angeles Lakers junto con el novato Byron Scott a cambio del base Norm Nixon, como suplente de Kareem Abdul-Jabbar, dados los problemas físicos que arrastraba el jugador que hasta entonces lo hacía, Mitch Kupchak. Fue su última campaña como jugador de la NBA, y se despidió logrando el subcampeonato ante Boston Celtics. En sus 11 temporadas entre ambas ligas promedió 12,4 puntos y 11,6 rebotes, lo que le sitúa en el puesto 22 entre los mejores reboteadores de todos los tiempos.

#### Liga Italiana (1984-1985)
Decidió prolongar su carrera deportiva una temporada más. En el verano de 1984 fichó por el Australian Udine de la Liga Italiana, donde jugó 27 partidos, en los que promedió 17,1 puntos y 13,6 rebotes por partido, lo que le convirtió en el máximo reboteador de la LEGA. Al año siguiente tenía todo apalabrado para ir a jugar a la Liga ACB, concretamente al FC Barcelona, pero poco antes de tomar el vuelo que le llevaría a la ciudad condal se echó atrás, alegando que «una visión divina le recomendaba no jugar en España».

#### Estadísticas

##### Temporada regular
En negrita, mejor marca de la liga
| Temporada | Edad | Equipo             | Liga  | P   | TIT | MIN  | TC  | TCA  | %TC  | 3P  | 3PA | %3P   | TL  | TLA | %TL   | R.OF. | R.DEF. | REB  | ASIS | ROB | TAP | PER | FP  | PTS  |
| 1973-74   | 24   | TOTAL              | ABA   | 79  |     | 30.1 | 5.9 | 10.7 | .552 | 0.0 | 0.0 | .000  | 2.3 | 3.2 | .709  | 3.6   | 9.0    | 12.6 | 1.6  | 0.4 | 0.8 | 2.5 | 2.7 | 14.1 |
| 1973-74   | 24   | Virginia Squires   | ABA   | 17  |     | 22.0 | 4.9 | 8.9  | .556 | 0.0 | 0.0 |       | 2.7 | 4.3 | .630  | 2.2   | 6.8    | 9.1  | 1.0  | 0.4 | 0.9 | 2.8 | 2.2 | 12.6 |
| 1973-74   | 24   | San Antonio Spurs  | ABA   | 62  |     | 32.3 | 6.2 | 11.2 | .551 | 0.0 | 0.0 | .000  | 2.2 | 2.9 | .740  | 4.0   | 9.6    | 13.6 | 1.8  | 0.4 | 0.8 | 2.5 | 2.9 | 14.5 |
| 1974-75   | 25   | San Antonio Spurs  | ABA   | 78  |     | 34.8 | 6.3 | 11.7 | .542 | 0.0 | 0.0 | .000  | 2.4 | 3.2 | .752  | 4.7   | 11.7   | 16.4 | 1.2  | 0.6 | 1.1 | 2.4 | 3.1 | 15.1 |
| 1975-76   | 26   | TOTAL              | ABA   | 76  |     | 23.6 | 4.2 | 8.6  | .492 | 0.0 | 0.1 | .000  | 1.4 | 2.0 | .697  | 3.0   | 7.1    | 10.1 | 0.7  | 0.4 | 0.7 | 2.2 | 3.1 | 9.8  |
| 1975-76   | 26   | New York Nets      | ABA   | 43  |     | 23.6 | 3.7 | 7.7  | .485 | 0.0 | 0.1 | .000  | 1.3 | 1.8 | .718  | 3.2   | 7.0    | 10.3 | 0.4  | 0.4 | 0.6 | 2.2 | 3.3 | 8.7  |
| 1975-76   | 26   | Virginia Squires   | ABA   | 33  |     | 23.5 | 4.8 | 9.7  | .498 | 0.0 | 0.0 | .000  | 1.6 | 2.3 | .675  | 2.7   | 7.1    | 9.8  | 1.1  | 0.4 | 0.8 | 2.3 | 2.9 | 11.3 |
| 1976-77   | 27   | Milwaukee Bucks    | NBA   | 72  |     | 27.2 | 5.3 | 10.1 | .528 |     |     |       | 2.4 | 3.2 | .754  | 3.7   | 8.3    | 12.0 | 1.5  | 0.8 | 0.7 |     | 3.0 | 13.0 |
| 1977-78   | 28   | Buffalo Braves     | NBA   | 78  |     | 35.6 | 6.4 | 12.7 | .504 |     |     |       | 2.7 | 3.5 | .765  | 3.6   | 9.6    | 13.2 | 2.8  | 0.5 | 0.6 | 2.9 | 3.5 | 15.5 |
| 1978-79   | 29   | San Diego Clippers | NBA   | 79  |     | 25.4 | 4.5 | 7.9  | .569 |     |     |       | 1.7 | 2.1 | .800  | 2.8   | 6.1    | 8.9  | 1.8  | 0.5 | 0.4 | 2.2 | 3.1 | 10.7 |
| 1979-80   | 30   | San Diego Clippers | NBA   | 81  |     | 35.3 | 5.5 | 9.9  | .554 | 0.0 | 0.0 | .000  | 2.4 | 3.4 | .718  | 4.3   | 10.7   | 15.0 | 2.9  | 0.6 | 0.5 | 3.2 | 3.2 | 13.4 |
| 1980-81   | 31   | San Diego Clippers | NBA   | 82  |     | 34.3 | 6.3 | 11.4 | .553 | 0.0 | 0.0 |       | 3.0 | 3.7 | .795  | 3.6   | 8.8    | 12.4 | 2.4  | 0.6 | 0.6 | 2.6 | 3.6 | 15.6 |
| 1981-82   | 32   | San Diego Clippers | NBA   | 21  | 7   | 27.4 | 4.8 | 8.3  | .577 | 0.0 | 0.0 | 1.000 | 2.8 | 3.8 | .747  | 2.2   | 7.0    | 9.1  | 1.4  | 0.3 | 0.4 | 2.3 | 3.0 | 12.5 |
| 1982-83   | 33   | San Diego Clippers | NBA   | 7   | 0   | 7.3  | 0.9 | 2.9  | .300 | 0.0 | 0.0 |       | 0.6 | 0.6 | 1.000 | 0.3   | 1.6    | 1.9  | 0.1  | 0.1 | 0.0 | 0.4 | 0.1 | 2.3  |
| 1983-84   | 34   | Los Angeles Lakers | NBA   | 69  | 0   | 12.0 | 1.8 | 3.7  | .490 | 0.0 | 0.0 | .000  | 0.9 | 1.3 | .692  | 1.2   | 2.7    | 3.8  | 0.4  | 0.4 | 0.1 | 1.0 | 2.2 | 4.5  |
| Total     |      |                    | TOTAL | 722 | 7   | 28.7 | 5.1 | 9.6  | .535 | 0.0 | 0.0 | .100  | 2.1 | 2.9 | .748  | 3.4   | 8.2    | 11.6 | 1.7  | 0.5 | 0.6 | 2.4 | 3.0 | 12.4 |
|           |      |                    | NBA   | 489 | 7   | 28.4 | 5.0 | 9.3  | .537 | 0.0 | 0.0 | .250  | 2.2 | 2.9 | .760  | 3.1   | 7.7    | 10.8 | 2.0  | 0.5 | 0.5 | 2.4 | 3.1 | 12.2 |
|           |      |                    | ABA   | 233 |     | 29.5 | 5.5 | 10.3 | .532 | 0.0 | 0.0 | .000  | 2.0 | 2.8 | .722  | 3.8   | 9.3    | 13.1 | 1.2  | 0.5 | 0.9 | 2.4 | 3.0 | 13.0 |

##### Playoffs
| Temporada | Edad | Equipo             | Liga  | P  | MIN | TCA | TC  | 3PA | 3P | TLA | TL | R.OF. | REB | ASIS | ROB | TAP | PER | FP | PTS | %TC  | %3P | %FT  | MIN  | PTS  | REB  | AST |
| 1974      | 24   | San Antonio Spurs  | ABA   | 7  | 211 | 47  | 85  | 0   | 0  | 10  | 14 | 27    | 82  | 15   | 3   | 5   | 8   | 21 | 104 | .553 |     | .714 | 30.1 | 14.9 | 11.7 | 2.1 |
| 1974      | 25   | San Antonio Spurs  | ABA   | 6  | 234 | 40  | 84  | 0   | 0  | 9   | 21 | 24    | 99  | 6    | 1   | 6   | 16  | 18 | 89  | .476 |     | .429 | 39.0 | 14.8 | 16.5 | 1.0 |
| 1983-84   | 34   | Los Angeles Lakers | NBA   | 17 | 146 | 19  | 38  | 0   | 0  | 20  | 26 | 16    | 40  | 1    | 1   | 2   | 8   | 27 | 58  | .500 |     | .769 | 8.6  | 3.4  | 2.4  | 0.1 |
| Total     |      |                    | TOTAL | 30 | 591 | 106 | 207 | 0   | 0  | 39  | 61 | 67    | 221 | 22   | 5   | 13  | 32  | 66 | 251 | .512 |     | .639 | 19.7 | 8.4  | 7.4  | 0.7 |
|           |      |                    | NBA   | 17 | 146 | 19  | 38  | 0   | 0  | 20  | 26 | 16    | 40  | 1    | 1   | 2   | 8   | 27 | 58  | .500 |     | .769 | 8.6  | 3.4  | 2.4  | 0.1 |
|           |      |                    | ABA   | 13 | 445 | 87  | 169 | 0   | 0  | 19  | 35 | 51    | 181 | 21   | 4   | 11  | 24  | 39 | 193 | .515 |     | .543 | 34.2 | 14.8 | 13.9 | 1.6 |

## Vida posterior
Nater tiene dos hijas, Alisha y Valerie. En la actualidad reside en Issaquah, Washington, y trabaja en Costco, un supermercado para minoristas donde es asesor de productos deportivos. En sus ratos libres organiza cursos de baloncesto para jóvenes, y además ha escrito cinco libros, el último de ellos titulado "Playing Big" en colaboración con el entrenador universitario Pete Newell. Además, escribe poesías inspiradas en su antiguo entrenador, John Wooden.